# Aesalus asiaticus sawaii
Aesalus asiaticus sawaii es una subespecie de coleóptero de la familia Lucanidae.

## Distribución geográfica
Habita en Japón.